# Distretto di Zgierz
Il distretto di Zgierz (in polacco powiat zgierski) è un distretto polacco appartenente al voivodato di Łódź.

## Geografia antropica

### Suddivisioni amministrative
Il distretto comprende 9 comuni.
- Comuni urbani: Głowno, Ozorków, Zgierz
- Comuni urbano-rurali: Aleksandrów Łódzki, Stryków
- Comuni rurali: Głowno, Ozorków, Parzęczew, Zgierz